# ノエル・コワペル
ノエル・コワペル（Noël Coypel、1628年12月25日 - 1707年12月24日）は、フランスの画家である。装飾画家として知られる。よく知られた2人の画家、ノエル＝ニコラ・コワペル（Noël-Nicolas Coypel）と、アントワーヌ・コワペル（Antoine Coypel）の父親であり、シャルル＝アントワーヌ・コワペル（Charles-Antoine Coypel）の祖父である。

## 略歴
パリで生まれた。はじめ、オルレアンの画家、シモン・ヴーエに弟子入りし、14歳からパリで働いた。技量の進歩は早く、18歳の時にはシャルル・エラール（Charles Errard）のもとでルーブル宮殿の重要な装飾画の製作を任された。1655年からは王室からの直接の注文を受けてルーブル宮殿の天井画などを製作した。
1659年に王立絵画彫刻アカデミーの会員に推薦されるが、仕事が忙しく、会員となるために必要なアカデミーに提出する作品を仕上げたのは1663年になってからであった。1664年にアカデミーの助教授に任じられた。
1672年にルイ14世の財務総監、ジャン＝バティスト・コルベールの推薦で、在ローマ・フランス・アカデミーの校長に、初代のシャルル・エラールに代わって就任するように命じられた。コワペルは息子のアントワーヌ・コワペルと、義理の兄弟となった風景画家、エロー（Charles Hérault）とともにローマに赴任した。1673年から1675年の間、校長を務め、学生の授業のために教材を作り、毎晩学生たちを指導した。この間、ベルサイユ宮殿を飾ることになる5枚の絵画も仕上げた。ローマではカルロ・マラッタやジャン・ロレンツォ・ベルニーニといったイタリアの画家とも親しくなった。
3年間のローマ滞在後にパリに戻り、装飾画の仕事に戻った。
1689年にアカデミーの副学部長、1690年に学部長となり、ピエール・ミニャール（Pierre Mignard）が1695年に没したのを受けて、学長を継いだ。1702年に学部長に戻った。
1705年、77歳になっていたが教会のフレスコ画の仕事をして、体調を崩し、1707年に没した。
1969年にマドレーヌ・エローと結婚しアントワーヌ・コワペルが生まれた。1685年に再婚したアンヌ＝フランソワーズ・ペランとの間にノエル＝ニコラ・コワペルが生まれた。2人の息子は画家として知られている。

## 作品

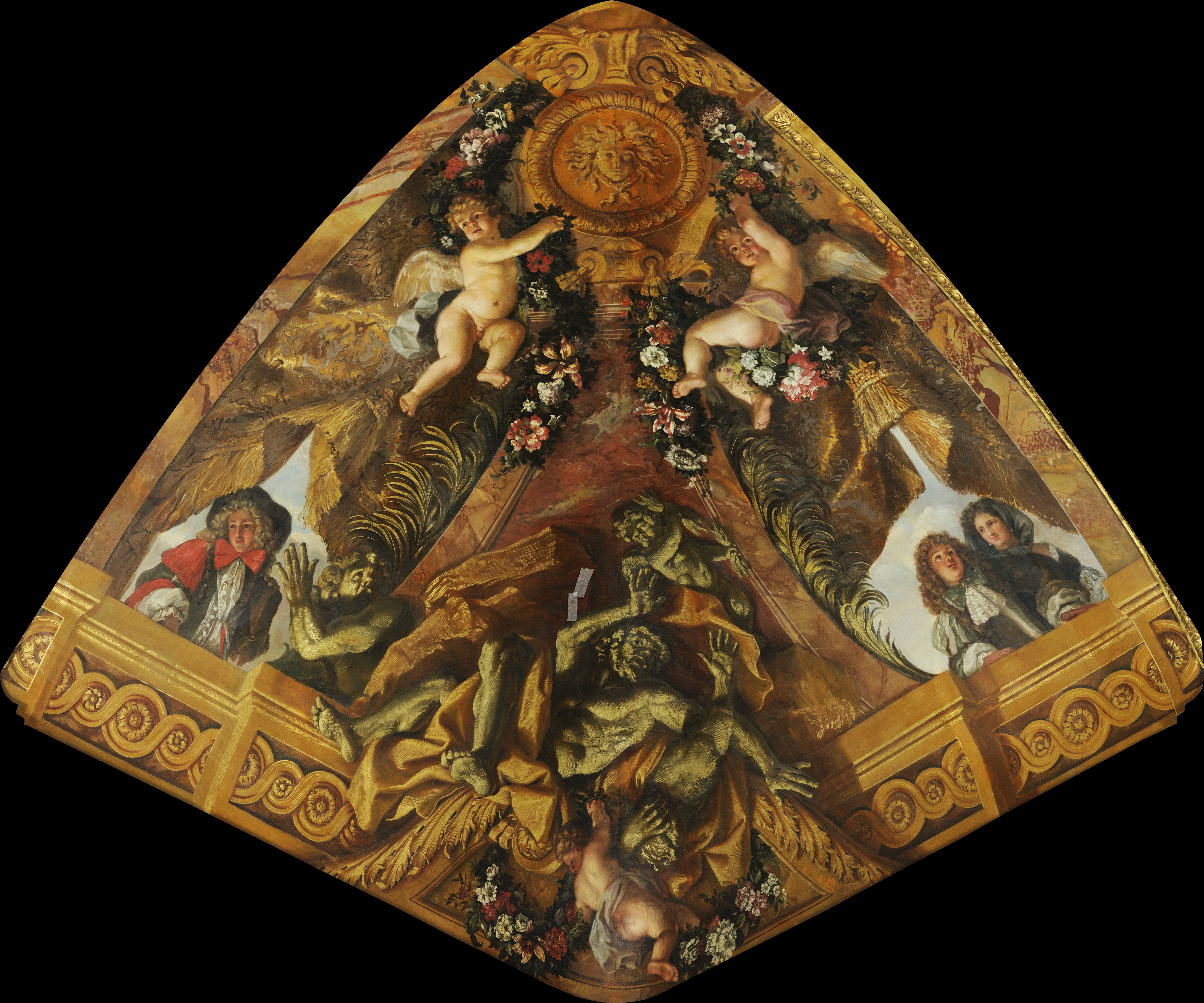
"La Justice punissant" (c.1681) ベルサイユ宮殿の装飾画
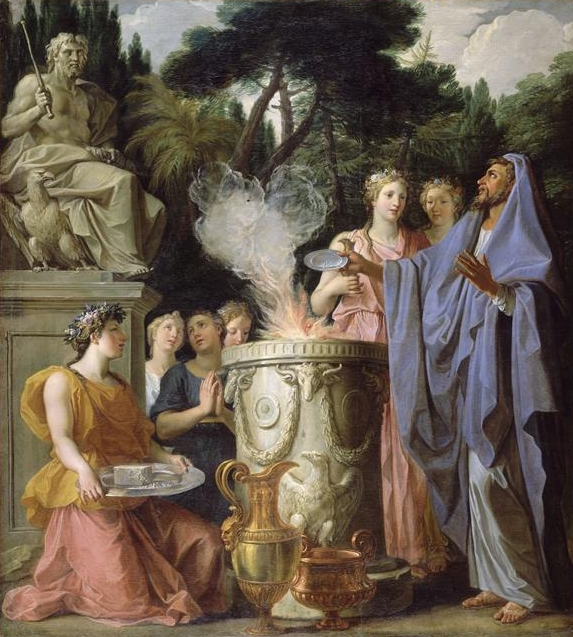
ユピテルへの生贄 (c.1672) ベルサイユ宮殿の装飾画
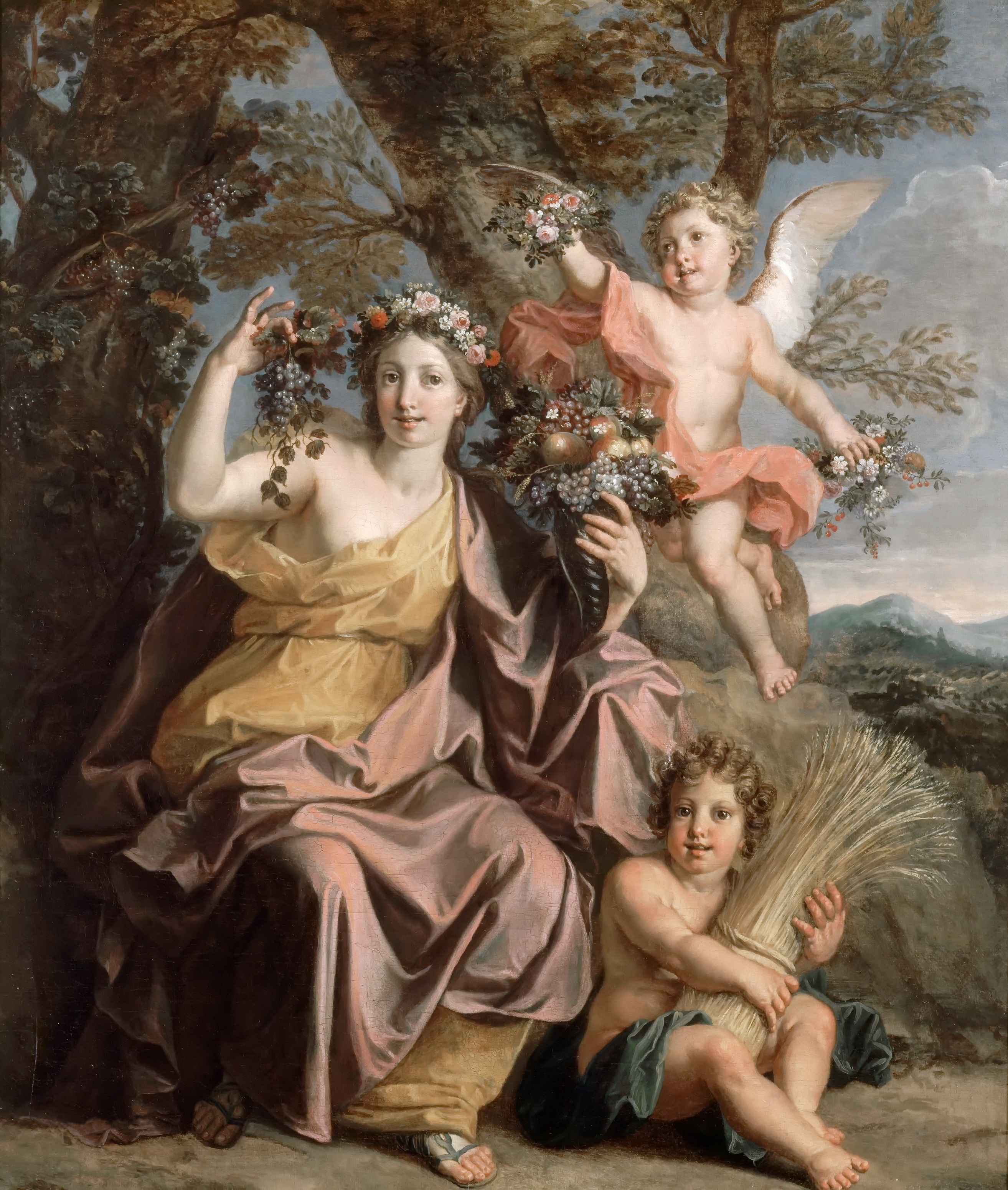
"L'Abondance(豊穣)" (1700)
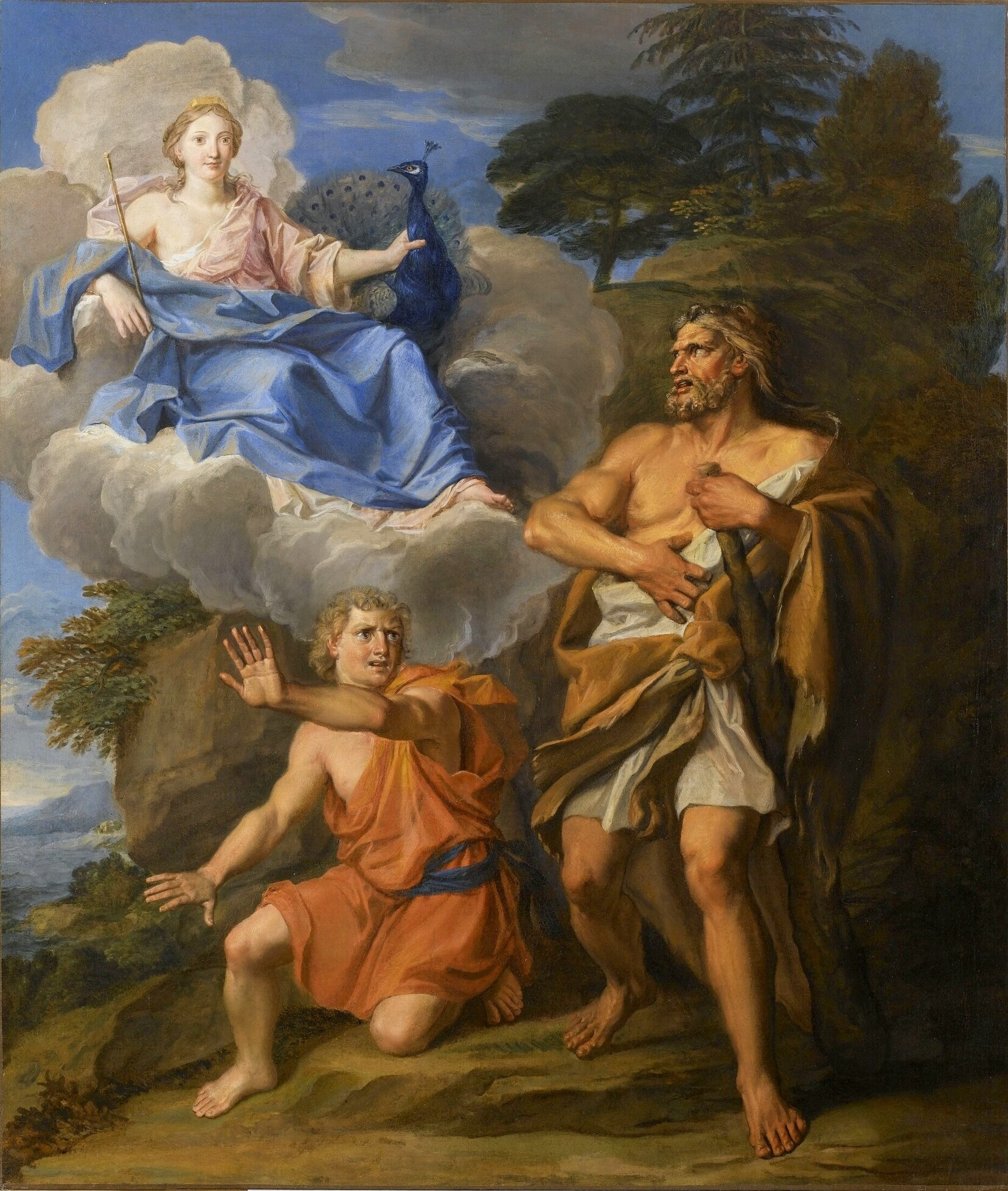
ヘラクレスの前に現れたジュノー (1699)